# Simplemente una rosa
 Simplemente una rosa es una película argentina filmada en colores  dirigida por Emilio Vieyra según el guion de Salvador Valverde Calvo que se estrenó el 2 de septiembre de 1971 y que tuvo como protagonistas a Leonardo Favio, Erika Wallner, Ricardo Bauleo y Silvina Rada. Hay exteriores filmados en Santiago de Chile, Valparaíso y Viña del Mar.

## Reparto
- Leonardo Favio
- Erika Wallner
- Ricardo Bauleo
- Silvina Rada
- Blanca del Prado
- Ricardo Castro Ríos
- Susana Mayo
- Zelmar Gueñol
- Esther Velázquez
- Carlos Muñoz
- Pepita Martín
- Juan Carlos Damia
- Carlos Vanoni
- Joe Rígoli

## Comentarios
En Panorama escribió A.V.:

”Leonardo sufre mucho, pero en colores. Después se le pasa. A los espectadores también.”

Manrupe y Portela escriben:

”Vehículo para aprovechar el éxito de Favio como cantante.”